# Zonocryptus formosus
Zonocryptus formosus är en stekelart som först beskrevs av Brulle 1846.  Zonocryptus formosus ingår i släktet Zonocryptus och familjen brokparasitsteklar. Inga underarter finns listade i Catalogue of Life.